# Katsura Hoshino
Pour les articles homonymes, voir Hoshino.
星野・桂
Œuvres principales
Première œuvre : Continue
Autres ouvrages :
- Zone
- D.Gray-man
- Ayakashi no Ou

Katsura Hoshino (星野・桂, Hoshino Katsura) est une autrice de manga japonaise née le 21 avril 1980 dans la préfecture de Shiga, au Japon.

## Biographie
Katsura Hoshino est née le 21 avril 1980 dans la préfecture de Shiga, au nord d'Osaka. Elle a une sœur jumelle et un petit frère.
Elle adore son chat, Koro.
Elle avoue n'avoir lu que très peu de mangas durant sa jeunesse, hormis la série shōnen Dragon Quest : La Quête de Daï ou les mangas josei de Satoru Makimura et de Soryu Fuyumi qu'elle empruntait à sa famille. Au lycée, elle dessine des strips de quatre cases pendant les cours ou sur un carnet où elle raconte notamment les péripéties d'un singe, mais dont le style est assez éloigné du manga. Elle préfère regarder les anime et notamment ceux du Studio Ghibli. Son film préféré du studio est Nausicaä de la vallée du vent d'Hayao Miyazaki et c'est Le Château dans le ciel qui lui donne envie de devenir animateur.
Elle participe à 17 ans à un concours de recrutement d'animateur mais finit recalée . Elle est finalement acceptée l'année suivante, en 1998. Elle est obligée de déménager à Tokyo mais le travail d'animateur ne lui convient pas. Voulant faire ses propres dessins, elle prend la décision de démissionner. Après un essai infructueux dans l'illustration de livres d'image, elle ne trouve pas de travail à Tokyo et déménage à Kyoto, chez sa sœur qui travaille dans un hôtel. Elle enchaine les petits boulots et finalement, poussée par une amie connue dans un petit job et par sa sœur, elle décide de se lancer dans le manga, domaine qu'elle n'a encore jamais pratiqué.
Elle fait alors ses premiers pas dans le manga à 21 ans et envoie ses dessins à tous les principaux éditeurs. Un éditeur lui répond et lui demande de venir à Tokyo avec un exemplaire de storyboard. Elle fait par la suite plusieurs essais et persévère dans le manga, malgré la proposition d'emploi de son petit frère en tant qu'animateur dans une société de jeux vidéo.
Après avoir été assistante de la mangaka Mizuki Kawashita, elle commence sa carrière professionnelle avec la publication de son deuxième one shot Zone en décembre 2002 dans le magazine Akamaru Jump. Son premier one-shot, Continue est quant à lui publié en juillet 2003 dans le Weekly Shōnen Jump,.
Après la publication de ses deux one-shots, Hoshino commence la série D.Gray-man (ディーグレイマン, Dī Gureiman), prépubliée pour la première fois dans le no 27 du magazine Weekly Shōnen Jump en mai 2004. La série est un vrai succès, dépassant les deux cents chapitres au Japon et est publiée dans plus de dix autres pays dont les États-Unis, l'Allemagne et la France,,.
Une adaptation animée a même été diffusée d'octobre 2006 à septembre 2008, réalisée par Nabeshima Osamu et produite par Dentsu et le studio TMS Entertainment,,,.
La série a également été adaptée par Kaya Kizaki en deux romans, nommés D.Gray-man Reverse, et Konami a développé deux jeux vidéo et un jeu de cartes sur la série,,,,. Un fanbook D.Gray-man Official Fanbook: Gray Ark et un artbook TV Animation D.Gray-man Official Visual Collection: Clown Art ont été publiés en juin et septembre 2008 respectivement,. Ces deux ouvrages sont suivis par un livre d'illustration nommé D.Gray-man Illustrations Noche en février 2010.
D.Gray-man est vite devenu une série populaire, se classant neuvième des meilleures ventes du magazine Weekly Shōnen Jump en 2007 et en 2008,. Le quinzième volume a été classé vingt-deuxième des meilleures ventes de manga en 2008 au Japon alors que le quatorzième et le seizième ont été classés respectivement vingt-septième et trentième,. De plus, le manga a reçu le prix de la meilleure série manga 2006 organisé par le magazine AnimeLand et a reçu par la même occasion le prix Webotaku du meilleur manga de l'année En 2006, le second roman dérivé de la série a été classé troisième meilleure vente de l'année au Japon.
Hoshino n'a pas fait d'apparition publique jusqu'en 2008, faisant planer le doute sur son genre. Certains éditeurs occidentaux comme Viz Media présentait Katsura Hoshino comme un homme dans leur notice biographique. En août 2008, elle fait une apparition au festival AnimagiC de Bonn, en Allemagne en tant qu'invité, levant ainsi le voile sur son identité.
Au Japon, D.Gray-man a connu de nombreuses interruptions de prépublication : une fois en 2005 parce que Hoshino a contracté le virus de Norwalk et est tombée sérieusement malade et une autre fois en 2006 à cause d'une blessure à la nuque. Cependant, les arrêts ont été de courtes durées dans les deux cas,,,. En novembre 2008, Weekly Shōnen Jump annonce que la série connait une nouvelle interruption à cause d'une blessure au poignet,. La publication reprend en mars 2009,. La série connait une nouvelle pause le 11 mai de la même année à la suite de problèmes de dos de Katsura Hoshino. La série reprend dans le numéro du 17 août du magazine saisonnier Akamaru Jump. La série reprend finalement sa prépublication le 4 novembre 2009 mais dans un autre magazine du même éditeur, Jump Square, au rythme mensuel et non plus hebdomadaire comme le Weekly Shōnen Jump.

## Style
Le style graphique de Hoshino est particulièrement apprécié des critiques. Leroy Douresseaux du Coolstreak Cartoons estime l'art de Hoshino comme « hautement stylisé » et ressemblant aux travaux de Joe Madureira, Kelley Jones, et Chris Bachalo,. Douresseaux décrit l'univers de la série comme « sinistre » et lovecraftien et déclare que Hoshino « fait pratiquement de chaque page une surprise gothique délicieuse d'une séduisante violence »,. Cependant, il pense que les personnages sont l'élément « le plus frappant visuellement », les scènes d'action, peu réalistes, ne méritent qu'un simple coup d’œil,. En revanche, Charles Tan de ComicsVillage.com n'apprécie pas autant les dessins disant que tout est fait dans les scènes d'action pour mettre en valeur les personnages au travers de scènes tape-à-l’œil empruntant aux thèmes communs du shônen. Ben Leary, de Mania.com, possède un avis encore plus négatif envers les scènes action que Tan. Leary pense que Hoshino ne peut ou ne veut pas dessiner des combats physiques et choisit alors de les remplacer par des rayons d'énergie, des vents tourbillonnants et des impacts d'explosions. Casey Brienza d'Anime News Network partage le même avis et dit même que les « combats sont peu compréhensibles » et qu'il est « difficile de dire qui fait quoi, à qui et quand ». Brienza, cependant, apprécie les dessins sur les autres scènes, les décrivant comme faisant partie de ce qui se fait « de meilleur dans le genre ». Elle décrit le dessin de Hoshino comme une « dynamique esthétique, superbement jolie et superbement violente », style rendu célèbre selon elle par les mangaka féminins issues de la sous-culture dōjinshi de la fin des années 80 et début 90, citant par exemple Clamp et Yun Kōga. Brienza apprécie également le design des personnages le dérivant comme « spécialement charmant et à même de séduire les fans des deux sexes ».

## Influences
Pour D.Gray-man, Katsura Hoshino s'est beaucoup inspirée de ses œuvres précédentes et notamment du one shot Zone qui partage de nombreux points communs : la présence de démons nommés Akuma (démons en japonais) ainsi que celle d'Exorcists dont le rôle est d'éliminer les Akuma. Le principal "méchant" de Zone, le Comte Millénaire, est repris sous la même apparence et sous le même nom dans D.Gray-man alors que le personnage principal n'est plus une fille mais un garçon, Allen Walker, dans le but de donner un aspect plus masculin à la série. Les personnages Lavi et Yû Kanda proviennent quant à eux de travaux non-publiés,.
Elle s'inspire également de l'occultiste Aleister Crowley et du chanteur Yūsuke Santamaria comme modèle pour ses personnages,,, Les personnages sont également inspirés de son éditeur ou de la firme d'accessoire en argent Tim Campi Design,. Hoshino a également collaboré avec Kata Kizaki, l'auteur chargé de l'adaptation en romans de la série, pour créer les personnages de Bak Chan. Le rôle de Miranda Lotto a été modifié après que Hoshino eut réalisé les similitudes entre les deux personnages. Hoshino remarque également avec humour que les cheveux d'Allen ressemblent beaucoup à Super Saiyan, une transformation dans le manga Dragon Ball. Hoshino avoue que les personnages d'Allen, Kanda, et Cross Marian sont les plus difficiles à dessiner alors que le Comte Millénaire et Hevlaska sont les plus simples.
Hoshino explique que l'essentiel des idées pour la série est venu après s'être assoupie dans son bain et endormie pendant six heures. L'intrigue du deuxième est inspirée d'une pièce de Nô nommée Koi no Omoni. Pendant qu'elle travaille, elle aime écouter les bandes originales de la saga Final Fantasy, les bandes originales de Dragon Ball, ainsi que les groupes Porno Graffitti, L'Arc-en-Ciel, et du jazz,.

## Œuvres
- Zone (2002)[9]
- Continue (2003)[10]
- D.Gray-man (2004-en cours)[11]
- D.Gray-man Reverse 1: Clergyman's Departure (D.Gray-man reverse1 旅立ちの聖職者?) (2005)[20]
- D.Gray-man Reverse 2: The 49th Name (D.Gray-man reverse2 四十九番目の名前?) (2006)[21]
- D.Gray-man Official Fanbook: Gray Ark (D.Gray－man　公式ファンブック　灰色ノ聖櫃?) (2008)[25]
- D.Gray-man Illustrations Noche (D.Gray-man イラスト集『Noche(ノーチェ)』?) (2010)[27]

## Récompenses
Son manga D.Gray-man a reçu un prix du meilleur manga de l'année en 2006 et 2007.